# Aulus Postumius Albinus (consul in 151 v.Chr.)
Aulus Postumius Albinus was een Romeins politicus en historicus. Hij was de zoon van Aulus Postumius Albinus Luscus en ging net als zijn vader in de politiek. In 155 v.Chr. werd hij benoemd tot praetor en in 151 v.Chr. was hij samen met Lucius Licinius Lucullus consul.
Postumius Albinus is vooral bekend vanwege zijn geschiedkundig werk. Hij had dit in het Grieks gecomponeerd en zoals bij Thucydides stond vooral de nuttigheidswaarde voorop. In zijn voorwoord geeft hij zijn verontschuldigingen omdat hij het Grieks als taal opteerde, maar desondanks werd hij door Cato hiervoor bekritiseerd. Van het werk weten we amper iets, maar waarschijnlijk werd het op annalistische wijze opgesteld. Er werd immers niets van bewaard, maar kennen we enkel maar via andere auteurs.